# Надьрев
Надьрев (венг. Nagyrév) — деревня в вармедье Яс-Надькун-Сольнок Венгрии.
Является местом надьревской культуры. В окрестностях деревни находится поселение бронзового века под названием Джзидохалом (венг. Zsidóhalom), а также на южной границе располагается курган, в настоящее время находящийся под археологической защитой.
Деревня печально известна историей о массовых отравлениях мужчин в 1914—1929 годах.

## Население
В 2001 году почти 100 % населения деревни считали себя венграми.
Во время переписи 2011 года 59 % населения назвало себя венграми, 1,2 % немцами (40,7 % не указало). Разделение по религиозному признаку было следующим: 16,3 % католики, 14,9 % кальвинисты, 1,5 % лютеране, 0,2 % иудаисты, 19,3 % внеконфессиональные (46,8 % не указали).
В 2022 году 91,8 % жителей назвали себя венграми, 1,8 % цыганами, 0,8 % немцами, 0,3 % румынами, 0,2 % болгарами, русинами и сербами, 0,7 % представителями других национальностей (8,1 % не указали). По вероисповеданию 14,6 % были католиками, 11 % кальвинистами, 0,7 % греко-католиками, 0,5 % лютеранами, 0,2 % православными, 1 % другими христианами, 1 % другими католиками, 29,1 % внеконфессиональными (41,8 % не ответили).